# Колкка, Йоонас
Йоонас Эйнари Колкка (фин. Joonas Einari Kolkka; родился 28 сентября 1974, Лахти) — финский футболист, завершивший игровую карьеру. Выступал на позиции левого полузащитника. Известен по выступлениям за «МюПа-47», ПСВ и НАК Бреда. Экс-игрок национальной сборную Финляндии, провёл за неё почти сто матчей.

## Биография
В 1994 году дебютировал в клубе «МюПа-47». В 1996 году перешёл в нидерландский клуб «Виллем II». В 1998 году был куплен в другой нидерландский клуб ПСВ. В 2001 году перешёл в греческий клуб «Панатинаикос» и провёл в нём два сезона.
После, играл по сезону в мёнхенгладбахской «Боруссии» (с 2003 г. по 2004 г.) и в английском клубе «Кристал Пэлас» (с 2004 г. по 2005 г.). В 2005 году был куплен клубом АДО Ден Хааг, а на следующий год перешёл в «Фейеноорд». С 2007 года выступает за НАК Бреда.
В национальной сборной дебютировал 26 октября 1994 года против сборной Эстонии.

## Достижения
- Обладатель Кубка Финляндии: 1995
- Чемпион Нидерландов: 1999/00; 2000/01